# Ritratto di Cosimo I de' Medici in armatura
Il ritratto di Cosimo I de' Medici in armatura  è un olio su tavola di Agnolo di Cosimo, detto il Bronzino. Di questo dipinto esistono alcune repliche.

## Descrizione
Il dipinto è presentato entro una cinquecentesca  cornice di legno, con ornati d'oro zecchino su fondo nero. Quest'opera si trovava nella Villa di Castello e fu portata agli Uffizi nel 1925, poiché  quell'anno fu assegnata al Bronzino da Carlo Gamba, storico dell'arte e funzionario della Soprintendenza, che confrontò questo dipinto con varie repliche, esistenti in altri musei.
Giorgio Vasari nel 1568 scrisse che Bronzino aveva ritratto il Granduca Cosimo I che allora era giovane, armato tutto d'armi bianche e con una mano sopra l'elmo.
La datazione 1545 è dovuta al fatto che Cosimo I non mostra l'onorificenza del Toson d'Oro che gli fu conferita nel 1546. La data è confermata da una lettera del 1545, indirizzata al maggiordomo Riccio, in cui il Bronzino chiede il prezioso materiale di lapislazzulo polverizzato, per ottenerne il colore blu da utilizzare per un ritratto, specificando che il campo è grande ed ha da essere securo [scuro]. Sullo sfondo di questo dipinto si vede infatti un tendaggio blu molto scuro.
Severa è l'espressione di Cosimo I che indossa la sua armatura completa, illuminata da sprazzi di luce. Al movimento del braccio verso destra si contrappongono la testa nuda e lo sguardo, volti verso sinistra. Con la mano poggiata sull'elmo, messa in primo piano e notata dal Vasari, Cosimo de' Medici esprime potenza e forza. 
Cosimo I de' Medici fece costruire la fabbrica per gli uffici amministrativi dello Stato - che oggi è chiamata Galleria degli Uffizi - e collegare la sua nuova residenza di Palazzo Pitti con il Palazzo Vecchio, attraverso il Corridoio vasariano.

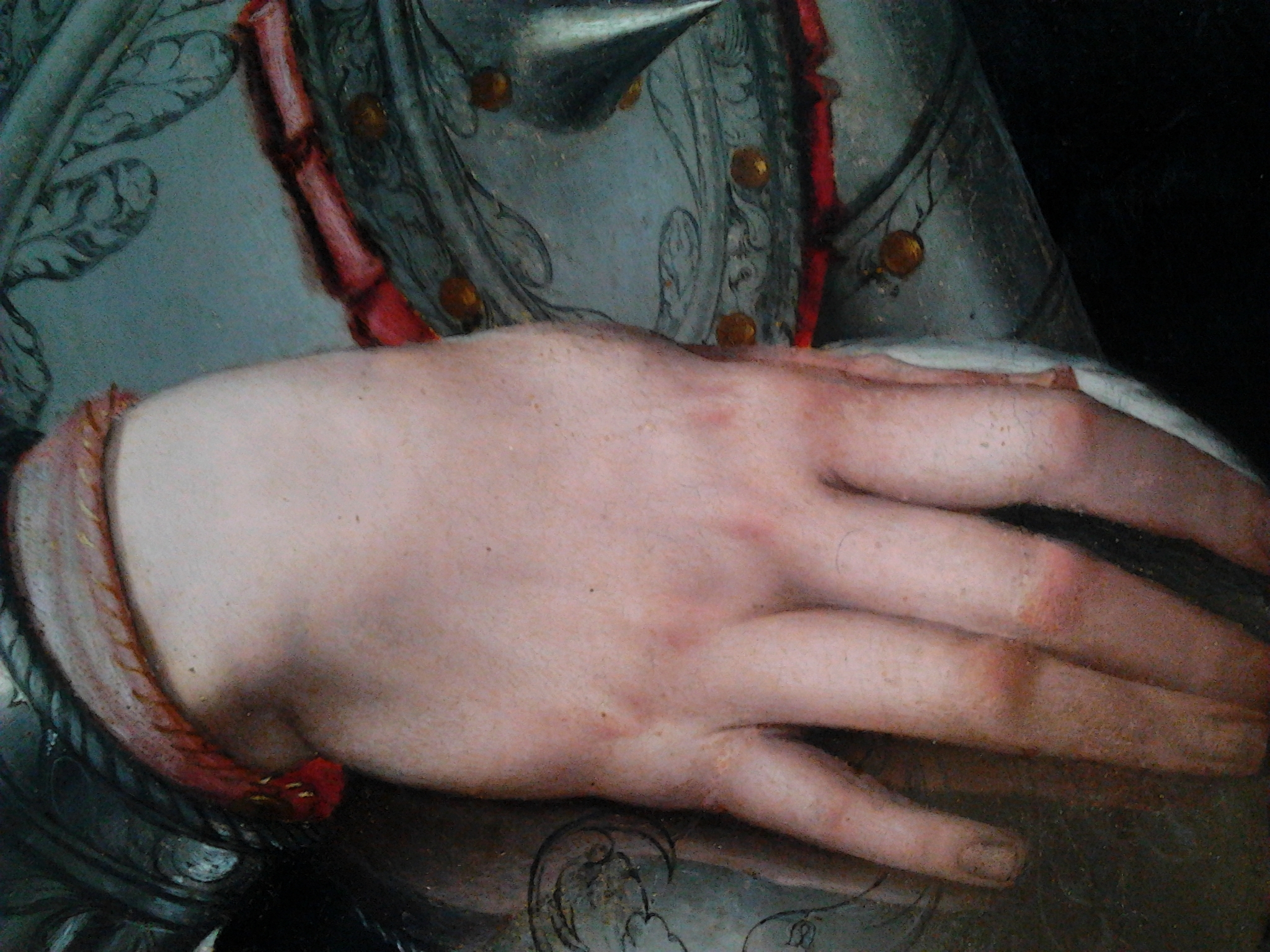
Bronzino, Cosimo de' Medici in armatura (dett.)

## Esposizioni
- Mostra del Cinquecento toscano, Firenze, 1940.
- Bronzino: pittore e poeta alla corte dei Medici, Firenze, 2010.